# Pauserna
Le pauserna, aussi appelé guarasugwé ou warázu, est une langue tupi-guarani parlée en Bolivie, dans les départements de Beni et de Santa Cruz.
La langue est sans doute éteinte.

## Classification
La langue fait partie de la branche II dans la Classification de Rodrigues (2007) des langues tupi-guarani. Cette branche comprend également les langues guarayo et sirionó.